# Franz Grimme
Franz Grimme (* 3. März 1946) ist ein deutscher Unternehmer.

## Werdegang
Grimmes, ebenfalls Franz genannter Vater baute in den 1930er Jahren in Damme einen ersten Kartoffelroder und wandelte den Schmiedebetrieb in ein Fertigungsunternehmen für landwirtschaftliche Geräte um. Franz Grimme der Jüngere studierte Maschinenbau und Betriebswirtschaft, 1970 stieg er in den väterlichen Betrieb ein. 1980 übernahm er die Unternehmensleitung. Unter seiner Führung wuchs der Mitarbeiterstab des Unternehmens Grimme-Gruppe von rund 330 (Jahr 1980) auf 2850 (Jahr 2022), verbuchte 2020 einen Umsatz von 492 Millionen Euro und wurde mit sieben Standorten sowie elf Auslandsgesellschaften in Europa, in China und den Vereinigten Staaten international aufgestellt.
Grimmes Ehefrau Christine war zunächst als Lehrerin tätig, stieg ebenso in den Betrieb ein wie die 1988 und 1990 geborenen Söhne des Paares.
2005 wurde Franz Grimme vom Verbund Oldenburger Münsterland als „Unternehmer des Jahres“ ausgezeichnet. Das niedersächsische Verdienstkreuz erhielten er und seine Ehefrau 2011, im März 2016 wurde Franz Grimme Ehrenbürger von Damme und im Juni 2022 von der OM-Medien GmbH & Co. KG für sein unternehmerisches Lebenswerk geehrt.